# 올쿠시군

마워폴스카주 지도에 표시된 올쿠시군의 위치

올쿠시군(폴란드어: powiat olkuski)은 폴란드 마워폴스카주에 위치한 군으로 군청 소재지는 올쿠시이며 면적은 622.19km2, 인구는 113,910명(2008년 기준), 인구 밀도는 180명/km2이다.
북쪽으로는 자비에르치에군, 동쪽으로는 미에후프군, 남동쪽으로는 크라쿠프군, 남서쪽으로는 흐샤누프군, 서쪽으로는 동브로바구르니차시, 실롱스크주 벵진군과 접한다. 6개 지방 자치체(1개 도시, 2개 도시형 농촌, 3개 농촌)를 관할한다.

군기
군 문장